# Стучевский, Иосиф Александрович
Иосиф Александрович Стучевский (7 марта 1927, Москва — 21 октября 1989, Москва) — советский историк-востоковед, египтолог, доктор исторических наук, профессор, старший научный сотрудник Института востоковедения АН СССР, исследователь сословной структуры, царско-храмового хозяйства и земельных отношений в Древнем Египте.

## Биография
Родился в Москве в семье служащего. В 1950 г. окончил исторический факультет Московского государственного университета им. М. В. Ломоносова. В 1954 г. защитил кандидатскую диссертацию «Земельные отношения в Позднем Египте». В 1976 г. была защищена докторская диссертация «Земледельцы (iHwtjw) государственного (царско-храмового) хозяйства древнего Египта эпохи Рамессидов (в основном по материалам папируса Вильбура)».
В 1954—1955 гг. преподавал в Ашхабаде, в Туркменском государственном университете. В 1965—1967 г. работал в Московском государственном университете, читал лекции по истории Древнего мира и спецкурсы по Древнему Египту на историческом факультете и в Институте восточных языков при МГУ. В 1955—1989 гг. был научным сотрудником Института Востоковедения Академии наук СССР. С 1974 г. — старший научный сотрудник.

## Научная деятельность
Сфера научных интересов — социальная структура Древнего Египта и земельные отношения.
Монография «Храмовая форма царского хозяйства Древнего Египта» (1962) рассматривает эволюцию царско-храмового хозяйства в период Древнего царства, Среднего и Нового царств и в Египте позднего времени. Автор на базе концепции сращивания храмового и царского хозяйств показывает идейные истоки такого взаимопроникновения. Фараоны как земные боги главенствовали над всеми храмами Египта, что однако не означало их полный контроль в экономической жизни храмов. Несмотря на внешнее единство внутри царско-храмового хозяйства почти всегда шла борьба за влияние. Исследователь выясняет, что же именно принадлежало египетским храмам и жречеству, особенности управления храмовым хозяйством для каждой эпохи, подробно характеризует борьбу фараонов Нового царства со жречеством (в том числе противостояние Эхнатона), раскрывает значение личных заупокойных владений знати типа «дома вечности» или «дома князя» в ливийско-саисский период.
В книге «Зависимое население древнего Египта» (1966) раскрываются особенности социального статуса низших слоев египетского общества. Автор затрагивает вопрос социальной специфики «мерет» и останавливается на дискуссии в советской египтологии по этому поводу, дает характеристику категориям «джет», «хентиуше». Подробно освещается проблема рабства в Египте: социальное расслоение и развитие рабства, народное восстание в Египте в конце Среднего царства, рабовладение в период Нового царства.
Работа «Земледельцы государственного хозяйства древнего Египта эпохи Рамессидов» (1982) посвящена исследованию социального статуса различных слоев земледельческого населения Египта Нового царства. Подавляющее большинство этих категорий так или иначе были связаны с государством, так как государственный сектор был господствующим в экономике страны. Характеризуется положение так называемых псевдоземледельцев, агентов фиска, собственно государственных земледельцев, «частных землевладельцев» на государственной земле.
В монографии «Рамсес II и Херихор. Из истории древнего Египта эпохи Рамессидов» рассматривается две политические фигуры периода Нового царства. Автор описывает семью Рамзеса II, его соправительство с Сети I, брак с хеттской принцессой, внешнюю политика в период его правления, состояние экономики, освещение его деяний в античной и библейской традиции. Характеризуя правление Херихора, Стучевский показывает его родственные связи, раскрывает доктрину амунократии и отношения с египетским жречеством.

## Основные работы
- К толкованию данных папируса Вильбура о землепользовании и налогообложении в Египте времени Рамессидов // ВДИ. 1958. № 1. С. 77-93.
- Восточные корни мифа о Христе. М.: Издательство восточной литературы, 1958. 63 с.
- О специфических формах рабства в древнем Египте // Вестник древней истории. 1960. № 1. С. 3-10.
- Рабство-должничество в Саисском Египте // Древний Египет. М., 1960. С. 195—205.
- Храмовая форма царского хозяйства Древнего Египта. М.: Издательство восточной литературы, 1962. 127 с.
- Зависимое население древнего Египта. М.: Наука, 1966. 163 с.
- Три модели возникновения и эволюции докапиталистических обществ // Вопросы истории. 1966. № 5. (совместно с Л. С. Васильевым)
- Колониальная политика Египта в эпоху XVIII династии. М.: ГРВЛ, 1967. 69 с.
- Коллективность зернового производства в древнем Египте эпохи Нового царства // Древний Восток и античный мир. М., 1972. С. 37-45.
- Данные большого папируса Вильбура и других административно-хозяйственных документов о нормах налоговой эксплуатации государственных («царских») земледельцев древнего Египта эпохи Рамессидов // Вестник древней истории. 1974. № 1. С. 3-21.
- Псевдоземледельцы древнего Египта — «агенты» фиска // Древний Восток. Сб. 1. К 75-летию академика М. А. Коростовцева. М., 1975. С. 141—153.
- Научная мысль в древнем Египте // Культура древнего Египта. М., 1976. С. 250—278.
- Аменхотеп — первый жрец Амона-Ра, царя богов, — слуга фараона // ВДИ. 1976. № 3. С. 6-18.
- Пропаганда государственного централизма в художественной литературе древнего Египта (по данным «Пророчества Неферти» и «Речения Ипусера») // Тутанхамон и его время. М., 1976. С. 144—155.
- «Первый жрец» Амуна Аменхотеп и Рамсес IX // Вестник древней истории. 1981. № 3. С. 3-20.
- Земледельцы государственного хозяйства древнего Египта эпохи Рамессидов. М.: ГРВЛ, 1982. 256 с.
- Притеснение «первого жреца» Амуна Аменхотепа и вторжение войск «царского сына Куша» Панехси // Вестник древней истории. 1983. № 1. С. 3-20.
- Рамсес II и Херихор. Из истории древнего Египта эпохи Рамессидов. М.: ГРВЛ, 1984. 248 с.
- Фиванский город мертвых // Замаровский В. Их величества пирамиды. 2-е изд. М., 1986. С. 407—422.
- Древний Египет // Межгосударственные отношения и дипломатия на древнем Востоке. М., 1987. С. 90-130.
- Государственное (царско-храмовое) хозяйство и господствующий класс древнего Египта // Государство на Древнем Востоке. М., 2004. С. 161—186.[2][3]